# Inferno in Florida
Inferno in Florida (Thunder and Lightning) è un film del 1977 diretto da Corey Allen ed interpretato da David Carradine e Kate Jackson.
Questo è l'ultimo film interpretato dal caratterista veterano Sterling Holloway, che ha doppiato Winnie the Pooh nella serie di cartoni Disney.